# Christine-Élisabeth d'Anhalt-Bernbourg
Christine Élisabeth d'Anhalt-Bernbourg (Bernbourg, 14 novembre 1746 – Coswig (Saxe), 18 mai 1823) est une noble d'Anhalt-Bernbourg et princesse de Schwarzbourg-Sondershausen.

## Biographie
Elle est la fille de Victor-Frédéric d'Anhalt-Bernbourg, prince d'Anhalt-Bernbourg de 1721 à 1765, et de sa seconde épouse, Albertine de Brandebourg-Schwedt.
Elle épouse Auguste II de Schwarzbourg-Sondershausen, prince de Schwarzbourg-Sondershausen à Bernbourg le 27 avril 1762.
Elle donne naissance à six enfants:
- Frédéric-Christian-Charles (Sondershausen 14 mai 1763 - Otterwisch, 26 octobre 1791), qui épouse sa cousine Frédérique de Schwarzbourg-Sondershausen;
- Catherine Christine Wilhelmine (Sondershausen, 27 juin 1764 - Sondershausen, 21 février 1775);
- Albertine Charlotte Augusta (Sondershausen, 1er février 1768 - Arolsen, 26 décembre 1849), qui épouse le prince Georges Ier de Waldeck-Pyrmont;
- Guillaume Frédéric Günther (Sondershausen, 16 juillet 1770 - Bamberg, 19 août 1807);
- Alexis, Charles Auguste (Sondershausen, 15 juillet 1773 - Sondershausen, 29 mai 1777);
- Frédérique Albertine Jeanne (4 octobre 1774 -Wittgenstein, 26 juillet 1806), qui épouse le prince Frédéric de Sayn-Wittgenstein-Hohenstein.